# Jackass Flats

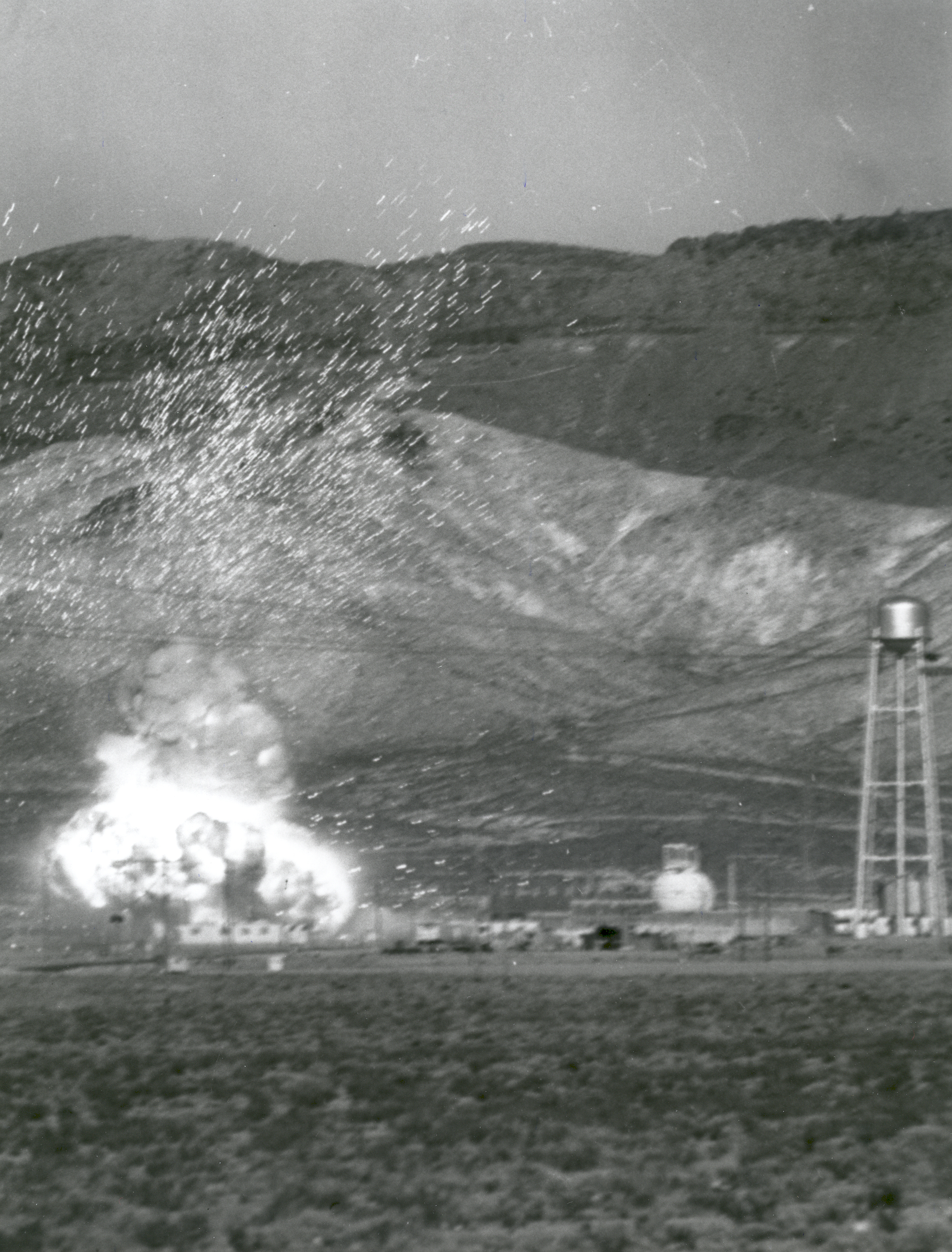
Le test KIWI-TNT où le réacteur NERVA est détruit volontairement pour simuler un accident en cours de fonctionnement à Jackass Flats.

Jackass Flats au Nevada est un bassin alluvial peu profond située dans la partie sud-ouest du site de sécurité nationale du Nevada (Nevada National Security Site) connue jusqu'en 2010 comme site d'essais du Nevada (Nevada Test Site : NTS) dans le comté de Nye. 
La zone se situe à l'est de Yucca Mountain, au sud des collines de Calico et la montagne Shoshone et au nord-ouest de Skull Mountain. La vallée draine au sud-ouest par le Tonopah et Fortymile dans la vallée de Amargosa traversé par la U.S. Route 95. Le "plat" couvre une superficie d'environ 310 km2 et varie en élévation d'environ 850 m, juste au nord de la US 95 à 1 200 m aux pieds de la montagne au nord et à l'est. 
Il est situé principalement dans la zone 25 et s'étend dans la zone 14 et zone 26.

## Projet NERVA
Les installations du Nuclear Rocket Development Station (NRDS) installé dans cette région et utilisé pour le projet Rover puis NERVA sont visibles ici : 36° 49′ 52″ N, 116° 16′ 43″ O